# Loisy-en-Brie
Loisy-en-Brie és un municipi francès, situat al departament del Marne i a la regió del Gran Est. L'any 2007 tenia 186 habitants.

## Demografia

### Població
El 2007 la població de fet de Loisy-en-Brie era de 186 persones. Hi havia 74 famílies, de les quals 12 eren unipersonals (8 homes vivint sols i 4 dones vivint soles), 35 parelles sense fills, 23 parelles amb fills i 4 famílies monoparentals amb fills.
La població ha evolucionat segons el següent gràfic:
Habitants censats

### Habitatges
El 2007 hi havia 95 habitatges, 76 eren l'habitatge principal de la família, 2 eren segones residències i 16 estaven desocupats. Tots els 93 habitatges eren cases. Dels 76 habitatges principals, 65 estaven ocupats pels seus propietaris, 10 estaven llogats i ocupats pels llogaters i 2 estaven cedits a títol gratuït; 1 tenia una cambra, 1 en tenia dues, 12 en tenien tres, 13 en tenien quatre i 50 en tenien cinc o més. 59 habitatges disposaven pel capbaix d'una plaça de pàrquing. A 29 habitatges hi havia un automòbil i a 44 n'hi havia dos o més.

### Piràmide de població
La piràmide de població per edats i sexe el 2009 era:
| Homes | Edats   | Dones |
| ----- | ------- | ----- |
| 0     | 95 o +  | 0     |
| 0     | 90 a 94 | 0     |
| 0     | 85 a 89 | 0     |
| 4     | 80 a 84 | 8     |
| 4     | 75 a 79 | 0     |
| 4     | 70 a 74 | 4     |
| 0     | 65 a 69 | 4     |
| 4     | 60 a 64 | 4     |
| 4     | 55 a 59 | 8     |
| 4     | 50 a 54 | 4     |
| 12    | 45 a 49 | 8     |
| 0     | 40 a 44 | 8     |
| 12    | 35 a 39 | 8     |
| 8     | 30 a 34 | 12    |
| 0     | 25 a 29 | 8     |
| 0     | 20 a 24 | 0     |
| 8     | 15 a 19 | 8     |
| 4     | 10 a 14 | 8     |
| 4     | 5 a 9   | 8     |
| 4     | 0 a 4   | 4     |

## Economia
El 2007 la població en edat de treballar era de 121 persones, 102 eren actives i 19 eren inactives. De les 102 persones actives 99 estaven ocupades (53 homes i 46 dones) i 4 estaven aturades (1 home i 3 dones). De les 19 persones inactives 10 estaven jubilades, 4 estaven estudiant i 5 estaven classificades com a «altres inactius».

### Ingressos
El 2009 a Loisy-en-Brie hi havia 81 unitats fiscals que integraven 199 persones, la mediana anual d'ingressos fiscals per persona era de 19.756 €.

### Activitats econòmiques
Dels 7 establiments que hi havia el 2007, 1 era d'una empresa alimentària, 2 d'empreses de construcció, 1 d'una empresa de comerç i reparació d'automòbils, 1 d'una empresa de transport i 2 d'empreses de serveis.
L'únic servei als particulars que hi havia el 2009 era una fusteria.
L'any 2000 a Loisy-en-Brie hi havia 32 explotacions agrícoles que ocupaven un total de 900 hectàrees.

## Poblacions més properes
El següent diagrama mostra les poblacions més properes.